# Халде
Халде (груз. ხალდე) — село в Грузии, на территории Местийского муниципалитета края (мхаре) Самегрело-Верхняя Сванетия.

## География
Село находится в северо-западной части Грузии, на правом берегу реки Халдесчала (правый приток Ингури), на расстоянии приблизительно 21 километра (по прямой) к юго-востоку от посёлка городского типа Местиа, административного центра муниципалитета. Абсолютная высота — 2054 метра над уровнем моря.

## Население
По результатам официальной переписи населения 2014 года в Халде проживало 3 человека (3 мужчины). В национальной структуре населения грузины составляли 100 %.
| Год  | Население, человек |
| ---- | ------------------ |
| 2002 | 0                  |
| 2014 | ↗ 3                |